# Вулиця Ярослава Мартинця (Калуш)
Вулиця Ярослава Мартинця — одна з найвисотніших вулиць Калуша, розташована в районі Височанка. Пролягає від вулиці Височанка до вулиці Філарета Колесси.

## Історія
Названа 24 лютого 1993 року на честь повстанського лікаря (курінь Василя Андрусяка) Ярослава Мартинця-«Береста».

## Сьогодення
Затишна вулиця котеджної забудови